# Каверзнев, Михаил Кириллович
Михаил Кириллович Каверзнев (1905—1975) — народный комиссар государственной безопасности Узбекской ССР, генерал-майор (1945).

## Биография
Родился в русской семье деревообделочника. Член ВКП(б) с декабря 1930, исключён 11 мая 1956, повторно принят в КПСС в марте 1966. Депутат Верховного совета СССР III созыва.
В 1919 окончил 4-классное высшее начальное училище, батрачил в деревне. В 1925 окончил 3-годичное Одесское железнодорожное техническое училище, работал машинистом электростанции на железной дороге, электромехаником мебельной фабрики. В 1931 поступил в Энергетический институт в Одессе, окончил 2 курса, в феврале — марте 1933 работал техником-металлургом завода НКПС им. Январского восстания в Одессе.
В органах госбезопасности с марта 1933. Учился в Центральной школе ОГПУ. После её окончания в марте 1934 работал в органах ГПУ — НКВД Москвы и Московской области как помощник уполномоченного, с 1935 — уполномоченный, затем до декабря 1936 — оперуполномоченный Экономического отдела Полномочного представительства ОГПУ — УНКВД по Московской области. С января 1937 — заместитель начальника, с июня 1937 — начальник 8-го отделения 3-го отдела УГБ УНКВД по Московской области, с февраля 1939 г. исполняющий обязанности начальника, с 26 апреля 1939 начальник 2-го отдела Экономического управления (ЭКУ) УНКВД по Московской области, с июля 1939 — 1-го отдела ЭКУ УНКВД по Москве.
Затем занимал должности:
- Начальник 1-го отдела УНКГБ по Московской области (март — 6 августа 1941);
- Начальник ЭКО УНКВД по Московской области (6 августа 1941 — 13 июня 1942);
- Заместитель начальника УНКВД по Московской области (13 июня 1942 — 7 мая 1943);
- Нарком госбезопасности Узбекской ССР (7 мая 1943 — 10 февраля 1945);
- Начальник УНКГБ — УМГБ по Куйбышевской области (февраль 1945 — сентябрь 1949);
- Начальник УМГБ по Краснодарскому краю (сентябрь 1949 — ноябрь 1951);
- Уполномоченный МГБ СССР в Германии (24 ноября 1951 — март 1953), одновременно заместитель главнокомандующего ГСВГ и заместитель председателя СКК в Германии;
- Уполномоченный МВД СССР в Германии (март — 29 мая 1953);
- Старший советник МВД СССР в ЧССР (10 июня — 20 июля 1953);
- Начальник УМВД по Ростовской области (4 сентября 1953 — 13 апреля 1954).

Приказом КГБ при СМ СССР № 408 от 24 июня 1954 уволен из органов ГБ по служебному несоответствию. С 12 августа 1954 работал помощником директора завода № 41 МАП СССР по найму и увольнению. Приказом КГБ при СМ СССР № 944 от 12 августа 1955 во изменение приказа № 408 уволен из органов госбезопасности по фактам, дискредитирующим звание начальствующего состава. Постановлением СМ СССР № 727-415с от 31 мая 1956 лишён звания генерал-майор за нарушение социалистической законности при ведении следствия и фальсификацию следственных дел.

## Звания
- сержант ГБ (13 января 1936);
- лейтенант ГБ (1 декабря 1937), произведён, минуя звание младшего лейтенанта ГБ;
- капитан ГБ (19 мая 1939), произведён, минуя звание старшего лейтенанта ГБ;
- майор ГБ (4 октября 1941);
- полковник ГБ (14 февраля 1943);
- комиссар ГБ (27 июля 1943);
- генерал-майор (9 июля 1945).

## Награды
- 2 ордена Красной Звезды (20 сентября 1943, 25 июля 1949);
- орден «Знак почёта» (1942);
- нагрудный знак «Почётный работник ВЧК-ГПУ (XV)» (9 мая 1938);
- 10 медалей.